# Epicrisis
La epicrisis (del griego επί = posterior y κρίσις = apreciación, juicio) es el período posterior a la crisis de una enfermedad. Se refiere a la segunda crisis o crisis ulterior en el transcurso de una enfermedad. Asimismo, es el nombre del análisis o juicio crítico de un caso clínico, una vez completado.
En general, es un fenómeno importante acaecido después de la crisis inicial de una enfermedad y que la completa, y puede obligar a replantear el juicio clínico sobre el problema de salud que sufre el paciente.
También se dice de un profundo estado de somnolencia en horario laboral, según un estudio de Ingrid J. Duarte.[cita requerida]